# Hirohito Shinohara
Hirohito Shinohara (篠原 宏仁 Shinohara Hirohito?), född 30 november 1993 i Ibaraki prefektur, är en japansk fotbollsspelare.
Shinohara började sin karriär 2016 i Renofa Yamaguchi FC. 2017 flyttade han till Fujieda MYFC.